# Ivanka Cegnar
Ivanka Cegnar, učiteljica, * 22. oktober 1884, Škofja Loka, † 4. februar 1968, Trst.

## Življenje in delo
Bila je hči Ivana Cegnarja in matere Ivane Rešek. Za njeno in bratovo šolanje je poskrbel stric Jožef Cegnar, ki je bil župnik v Smledniku na Gorenjskem. Obiskovala je državno žensko učiteljišče v Ljubljani in šolanje zaključila z odličnim uspehom. Brat Janko je obiskoval gimnazijo v Kranju in postal duhovnik. Ivanka je sprva poučevala v šolah na Gorenjskem, med drugim v Žabnici, in v Vrhpolju pri Moravčah. Nastopala je z referati na učiteljskih zborovanjih in konferencah, med drugim o tem, kako si krščanska učiteljica pridobi ugled. Poleg učiteljevanja in udejstvovanja pri katoliških prosvetnih društvih je na orglah spremljala cerkveno petje, sodelovala je pri humanitarnih organizacijah, darovala za Rdeči križ in za vojake na bojiščih. V Žabnici pri Škofji Loki je leta 1912 organizirala dobrodelno predstavo, izkupiček pa je namenila vojnim invalidom. Med prvo svetovno vojno je postala učiteljica na I. državni ženski osnovni šoli v Ljubljani. Bila je članica Slomškovega društva in namestnica v učiteljskem društvu v Ljubljani. Po koncu druge svetovne vojne se je zatekla v Trst, kjer je od oktobra 1945 do septembra 1955 službovala na slovenski osnovni šoli pri Sv. Jakobu. Na radiu Trst je brala otroške pravljice in pripovedovala o svojih službenih letih. Nekaj prispevkov je objavila v časopisih Slovenski učitelj in Katoliški glas. Zadnja leta svojega življenja je preživela v fari Brezmadežne Marije Pomočnice kristjanov v Istrski ulici. Redno je hodila k maši in prejemala zakramente. Kot učiteljica in vzgojiteljica je bila cenjena in spoštovana zaradi plemenitosti in dobrote. Pokopana je na pokopališču pri sveti Ani v Trstu.